# 铁东街道 (赤峰市)
铁东街道，是中华人民共和国内蒙古自治区赤峰市松山区下辖的一个乡镇级行政单位。

## 行政区划
铁东街道下辖以下地区：
龙王庙社区、工业园社区和地勘十院社区。